# Richard Sackville, 3. Earl of Dorset

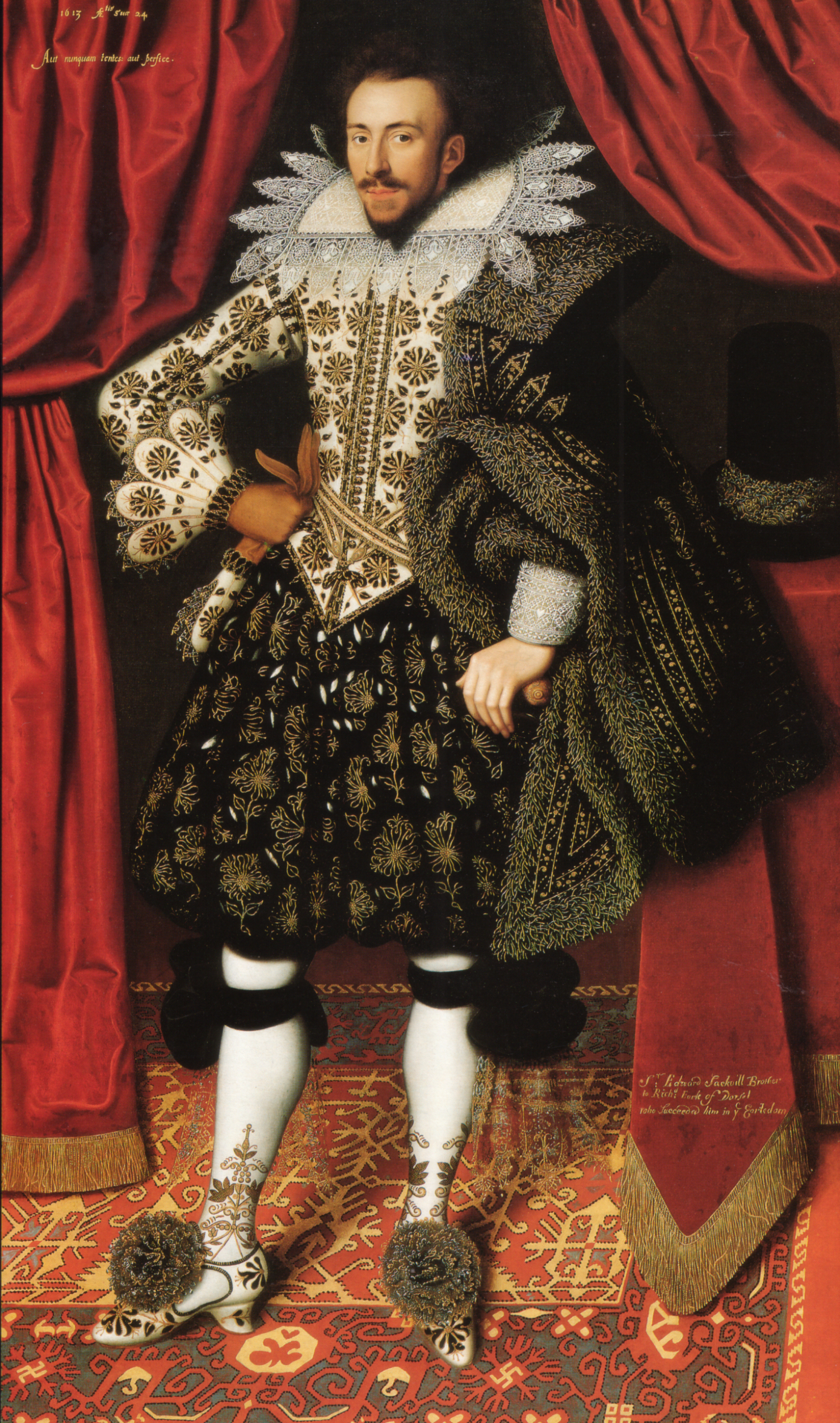
Porträtbild Richard Sackvilles von William Larkin

Richard Sackville, 3. Earl of Dorset (* 28. März 1589 im Charter House in London; † 28. Märzjul. / 7. April 1624greg. im Dorset House in London) war ein englischer Adliger und Staatsmann.

## Leben
Richard war der älteste Sohn von Robert Sackville, 2. Earl of Dorset († 1609) aus dessen erster Ehe mit Lady Margaret Howard (1558–1591), Tochter des Thomas Howard, 4. Duke of Norfolk.
Am 25. Februar 1609 heiratete er Lady Anne Clifford (1590–1676), einzige Tochter von George Clifford, 3. Earl of Cumberland († 1605). Aus der Ehe gingen fünf Kinder hervor, von denen nur die beiden Töchter, Margaret (1614–1676) und Isabella (1622–1719), das Erwachsenenalter erreichten.
Beim Tod seines Vaters am 27. Februar 1609 erbte er dessen Adelstitel als 3. Earl of Dorset. Während der Jahre von 1612 bis 1624 diente er zusammen mit Charles Howard, 1. Earl of Nottingham und Thomas Howard, 21. Earl of Arundel als Lord Lieutenant von Sussex.
Trotz der enormen Einkünfte aus den Ländereien war Sackville aufgrund seiner Spielleidenschaft hochverschuldet. Daher unterzeichnete er 1617 den Erbverzicht seiner Frau gegenüber ihrem Onkel, dieser hatte beim Tod ihres Vaters das ganze Vermögen geerbt. Lady Anne versuchte seit Jahren den Anspruch auf die Erbschaft zurückzugewinnen. Nach der Verzichtserklärung wurden die Spielschulden des Earl of Dorset getilgt.
Richard Sackville starb am Ostersonntag des Jahres 1624 und wurde in der Pfarrkirche St. Michael in Withyham, Sussex, bestattet. Da er ohne männliche Erben starb, erbte sein jüngerer Bruder Edward seine Titel und Ländereien. Seine Witwe heiratete 1630 in zweiter Ehe Philip Herbert, 4. Earl of Pembroke. Seine Tochter Margaret heiratete 1629 John Tufton, 2. Earl of Thanet, seine Tochter Isabella 1647 James Compton, 3. Earl of Northampton.